# Mimoseae
Mimoseae é uma tribo de plantas com flor da subfamília Mimosoideae da família Fabaceae. Inclui Cerca de 40 géneros e 860 a 880 espécies. O género tipo é Mimosa L.

## Descrição
A tribo Mimoseae está distribuída pelos trópicos e subtrópicos, com menor frequência nas regiões temperadas, mais numerosos nas regiões tropicais da América do Sul e na África tropical.

## Géneros
A tribo Mimoseae inclui os seguintes géneros:
| - Adenanthera - Adenopodia - Alantsilodendron - Amblygonocarpus - Anadenanthera - Aubrevillea - Calliandropsis - Calpocalyx - Cylicodiscus - Desmanthus - Dichrostachys - Dinizia - Elephantorrhiza | - Entada - Fillaeopsis - Gagnebina - Indopiptadenia - Kanaloa - Lemurodendron - Leucaena - Microlobius - Mimosa - Neptunia - Newtonia - Parapiptadenia | - Piptadenia - Piptadeniastrum - Piptadeniopsis - Plathymenia - Prosopidastrum - Prosopis - Pseudopiptadenia - Pseudoprosopis - Schleinitzia - Stryphnodendron - Tetrapleura - Xerocladia - Xylia |

## Galeria

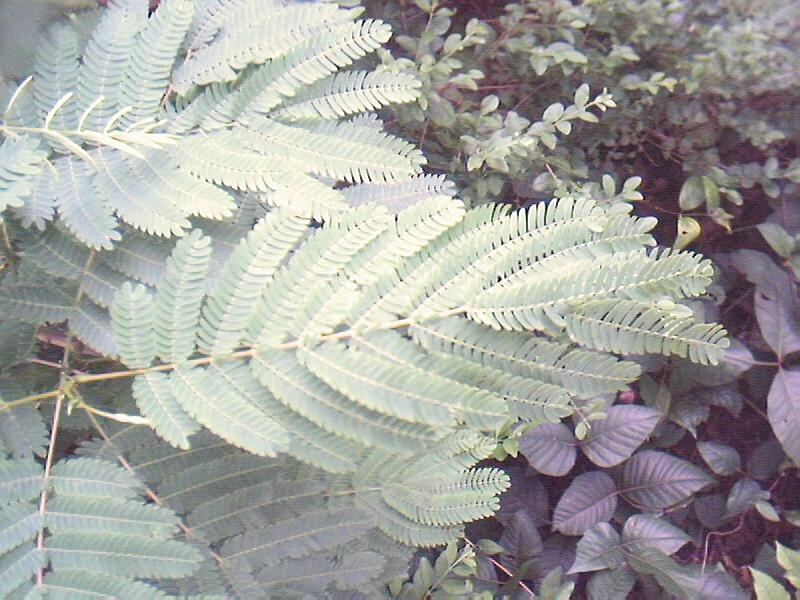
Desmanthus illinoensis
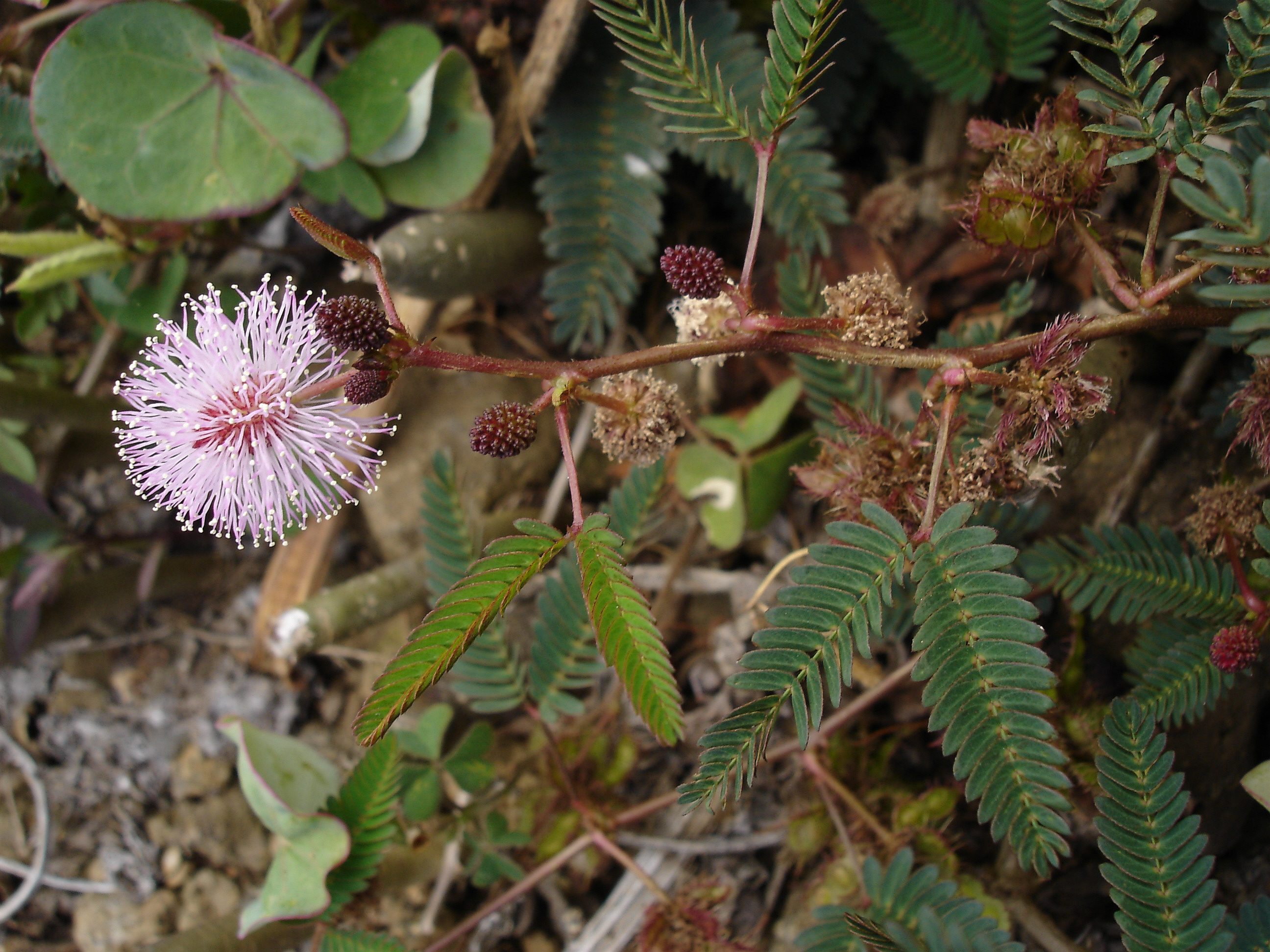
Mimosa pudica
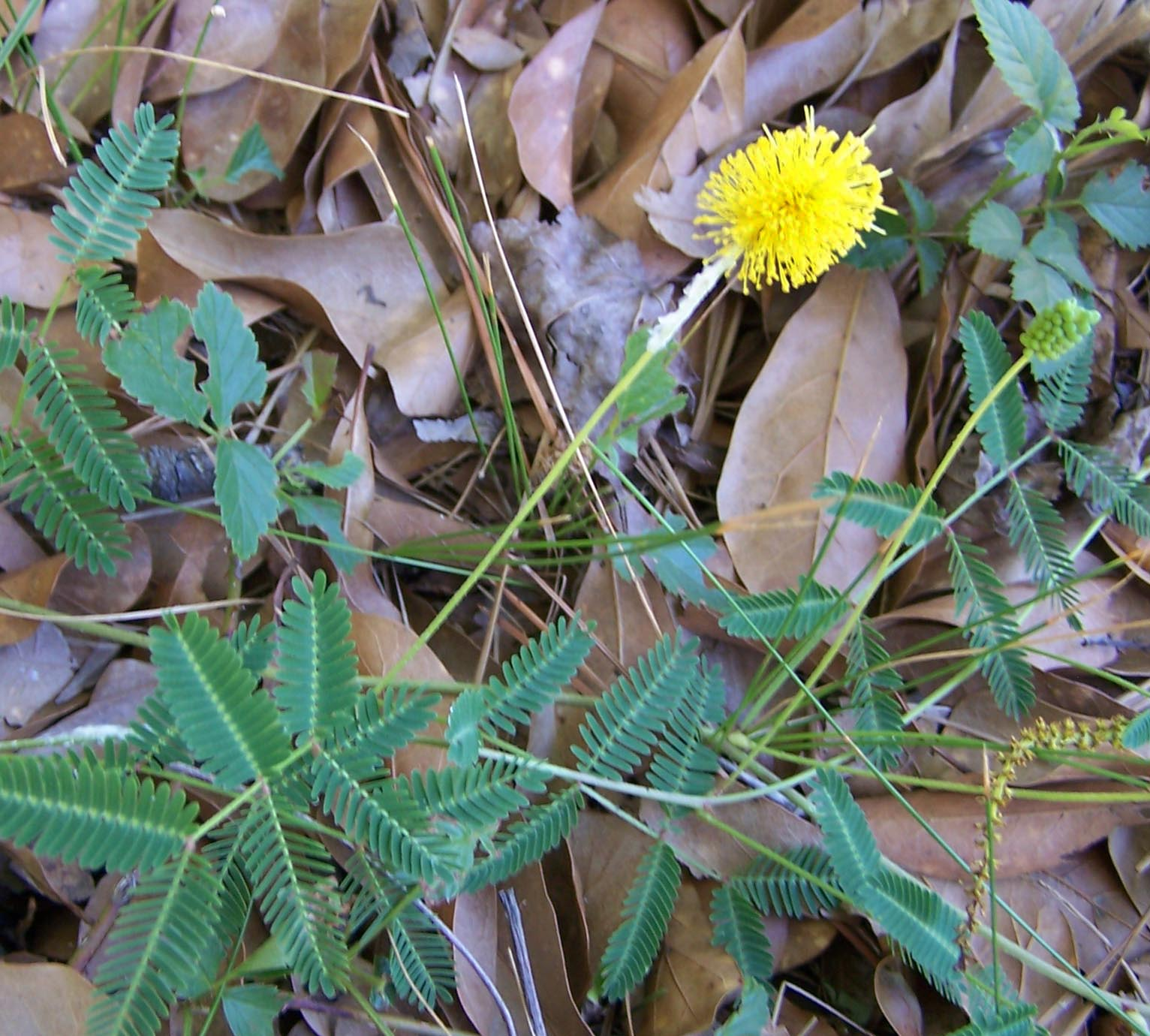
Neptunia lutea
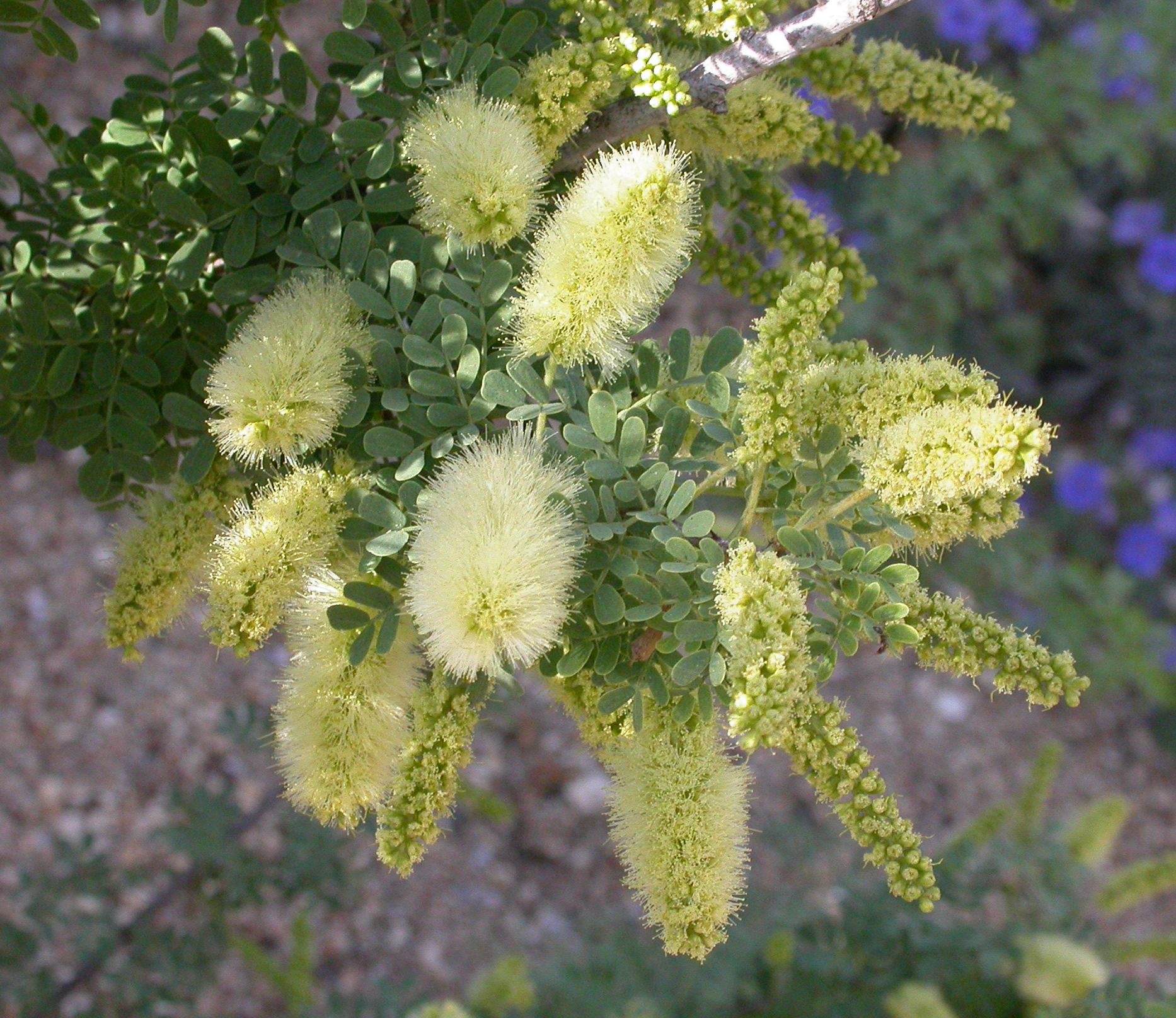
Prosopis pubescens